# آقابالا آقاسعیداغلو
آقابالا آقاسعیداغلو (۱۸۶۰–۱۹۲۸) موسیقی‌دان مقامی اهل امپراتوری روسیه بود. او به زبان فارسی آشنا بود.